# Julius Diefenbach
Julius Diefenbach (* 18. Juni 1835 in Donaueschingen; † 22. April 1917 in Stuttgart) war ein deutscher Ingenieur, württembergischer Beamter und Mitglied des Reichstags.

## Leben
Diefenbach besuchte das Gymnasium in Donaueschingen und die Polytechnische Schule Stuttgart. Weiter absolvierte er eine dreijährige praktische Tätigkeit in Werkstätten und besuchte die Polytechnische Schule Karlsruhe. 1858 und 1859 arbeitete er als Maschineningenieur im Rheinland und von 1859 bis 1863 in Großbritannien. Ab 1863 war er als württembergischer Beamter Mitglied der Königlichen Zentralstelle für Gewerbe und Handel und der Königlichen Kommission der gewerblichen Fortbildungsschulen im Königreich Württemberg, er trug den Titel Regierungsrat. Als württembergischer Kommissär war er an der Weltausstellung Paris 1867 und als Reichskommissar an der Weltausstellung Wien 1873 und der Weltausstellung Philadelphia 1876 beteiligt.
Von 1877 bis 1878 war Diefenbach Mitglied des Deutschen Reichstags für die Deutsche Reichspartei im Wahlkreis Württemberg 10 (Oberamt Gmünd, Oberamt Göppingen, Oberamt Welzheim, Oberamt Schorndorf). 1863 trat er dem Verein Deutscher Ingenieure (VDI) und dem Aachener Bezirksverein des VDI mit der Mitgliedsnummer 602 bei. 1877 gehörte er zu den Gründungsmitgliedern des Württembergischen Bezirksvereins des VDI.